# Колъм Тойбин
Колъм Тойбин (на английски: Colm Tóibín) е ирландски журналист, драматург, сценарист, литературен критик, поет и писател на произведения в жанра драма и документалистика. В България е издаван е като Колм Тойбин.

## Биография и творчество
Колъм Тойбин е роден на 30 май 1955 г. в Енискорти, графство Уексфорд, Ирландия, в семейството на Брид и Майкъл Тойбин. Дядо му е бил член на ИРА и участва в бунта през 1916 г. в Енискорти, за което е интерниран във Фронгоч в Уелс. Баща му е учител, член на Фиана Файл, и умира, когато Колъм е 12-годишен. Завършва средно образование през 1972 г. в пансиона „Сейнт Питър“ в Уексфорд.
Следва в Университетския колеж в Дъблин, който завършва с бакалавърска степен през 1975 г. След дипломирането си заминава за Барселона, където пребивава в периода 1975 – 1978 г. и преподава английски език. Престоят му там го вдъхновява за две от книгите му, романът „Югът“ и документалната „Поклон пред Барселона“.
Завръща се в Ирландия през 1978 г., за да следва за магистърска степен, но не завършва започвайки кариера в журналистиката. Работи като журналист в „In Dublin“, „Hibernia“ и „Sunday Tribune“. В периода 1982 – 1985 г. е главен редактор на списание „Magill“. През 1985 г. пътува из Африка и Южна Америка. Продължава да работи като журналист, както в Ирландия, така и в чужбина, пишейки за „London Review of Books“, наред с други публикации.
Първата му документална книга „Seeing Is Believing“ (Да видиш и преживееш) е издадена през 1985 г. Неговата журналистика от 80-те години е събрана в „Процесът на генералите“. Другата му работа като журналист и пътешественик включва „Разходка по ирландската граница“, „Кръстният знак“ и „Пътувания в католическа Европа“.
Първият му роман „The South“ (Югът) е издаден през 1990 г. и представя историята на жена, която изоставя брака и малкия си син и тръгва на пътешествие към самооткриване за цял живот. Следват романите „Хедър пламтящ“ (1992), „Историята на нощта“ (1996) и „Светът на Блекуотър“ (1999). Петият му роман „Господарят“ (2004) е художествен разказ за части от живота на писателя Хенри Джеймс.
През 2009 г. е издаден романът му „Бруклин“, история за жена, която емигрира от Енискорти в Бруклин през 50-те години. През 2015 г., по сценарий на Ник Хорнби, романът е екранизиран в едноименния филм с участието на Сърша Ронан и Донал Глийсън.
В произведенията си писателят изследва няколко основни линии, изобразяващи ирландското общество, живота в чужбина, процеса на творчество и запазването на личната идентичност.
За творбите си получава множество награди, включително ирландската награда PEN през 2011 г. за приноса му в ирландската литература.
Колъм Тойбин е бил резидент писател в Тексаския университет в Остин, в периода 2009 – 2011 г. е преподавал в Принстънския университет, и наследява Мартин Еймис като професор по творческо писане в университета в Манчестър през 2011 г. Работи като професор преподавател по хуманитарни науки в Колумбийския университет в Манхатън, а през 2017 г. е определен за канцлер (ректор) на университета в Ливърпул.
Член е на Кралското литературно общество и е член на Американската академия за изкуства и науки от 2016 г. Президент е ъна Седмицата на писателите в Листоуел и е член на Управителния съвет на Друидския театър.
Получава почетната степен „доктор хонорис кауза“ от Университета в Олстър, Университетския колеж в Дъблин, Университета на Източна Англия и Отворения университет.
Колъм Тойбин е открит гей. През 2019 г. говори за преживян рак на тестисите, който има множество разсейки. Живее в Дъблин.

## Произведения
Самостоятелни романи
- The South (1990)
- The Heather Blazing (1992)
- The Story of the Night (1996)
Разказът на нощта, изд. „Епсилон“ (2004), прев. Ралица Кариева
- The Blackwater Lightship (1999)
Светлина в черната вода, изд. „Епсилон“ (2002), прев.
- The Master (2004) – награда „Импак“
Маестрото, изд.: ИК „Прозорец“, София (2006), прев. Боряна Семкова-Вулова
- Brooklyn (2009) – награда „Коста“
Бруклин, изд.: „Жанет 45“, Пловдив (2016), прев. Бистра Андреева
- The Testament of Mary (2012) 
Заветът на Мария : откъс, сп. „Съвременник“ (2014), прев. Мариана Мелнишка
- Nora Webster (2014) – награда „Хауторден“
Нора Уебстър, изд. „ICU“ (2020), прев. Елка Виденова
- House of Names (2017)
- The Magician (2021)

### Серия „Хотелът на Финбар“ (Finbar's Hotel)
- Finbar's Hotel (1997) – с Дермот Болгър, Роди Дойл, Ан Енрайт, Хюго Хамилтън, Дженифър Джонстън и Джоузеф О'Конър

### Новели
- The Use of Reason (2006)
- The Shortest Day (2020)

### Пиеси
- Beauty in a Broken Place (2004)
- Pale Sister (2019)

### Сборници
- Mothers and Sons (2006)
- From the Republic of Conscience (2009) – с Мейв Бинчи, Джон Бойн, Джон Конъли, Роди Дойл, Шеймъс Хийни, Дженифър Джонстън, Нийл Джордан, Колум Маккан и Франк Маккорт
- The Empty Family (2010)
Празното семейство : разкази, изд.: „Жанет 45“, Пловдив (2017), прев. Елка Виденова

### Документалистика
- Seeing Is Believing (1985)
- Walking Along the Border (1987) – преиздаден през 1994 г. като „Bad Blood“
- Homage to Barcelona (1990)
- Dubliners (1992)
- The Sign of the Cross (1994)
- The Trial of the Generals : Selected Journalism, 1980 – 1990 (1995)
- The Guinness Book of Ireland (1995) – с Бернард Лофлин
- Kilfenosa Teaboy (1996)
- Joseph Grigely (1997)
- The Modern Library (1999) – с Кармен Калил
- The Irish Famine (1999) – с Диърмейд Ферейтър
- On the Edge (1999)
- Love in a Dark Time (2001)
- Lady Gregory's Toothbrush (2002)
- New Ways to Kill Your Father (2006)
- All a Novelist Needs (2010)
- A Brief Guide to the Modern Library (2011) – с Кармен Калил
- A Guest at the Feast (2011)
- New Ways to Kill Your Mother (2012)
- On Elizabeth Bishop (2015)
- Henry James and American Painting (2017) – с Деклан Кийли и Марк Симпсън
- Mad, Bad, Dangerous to Know (2018)
- Prodigal Fathers (2018)

### Екранизации
- 2004 The Blackwater Lightship
- 2014 A Priest in the Family
- 2015 Бруклин, Brooklyn
- 2015 El testament de la Rosa – документален, по пиесата „The Testament of Mary“
- 2016 María conversa – документален
- 2017 Завръщане в Монтаук, Return to Montauk – сценарий